# Darum-Gretesch-Lüstringen
Darum/Gretesch/Lüstringen, Osnabrück-Darum/Gretesch/Lüstringen – dzielnica miasta Osnabrück w Niemczech, w kraju związkowym Dolna Saksonia.